# Klassischer Elektronenradius
Der klassische Elektronenradius ist eine physikalische Konstante der Dimension „Länge“. Sie ist eine Kombination aus anderen Konstanten, insbesondere elektrischer Ladung und Masse des Elektrons, und wird in der Atomphysik verwendet.
Es besteht jedoch kein Zusammenhang zur räumlichen Ausdehnung des Elektrons. 

## Definition und Wert
Der klassische Elektronenradius ist definiert als
{\displaystyle r_{\mathrm {e} }={\frac {1}{4\cdot \pi \cdot \varepsilon _{0}}}\cdot {\frac {e^{2}}{m_{\mathrm {e} }\cdot c^{2}}}\approx 2{,}818\;\mathrm {fm} \,}
mit
- der elektrischen Feldkonstante {\displaystyle \varepsilon _{0}}
- der Elektronen- bzw. Elementarladung {\displaystyle e}
- der Elektronenmasse {\displaystyle m_{\mathrm {e} }}
- der Lichtgeschwindigkeit {\displaystyle c}.

Im Gaußschen Einheitensystem, das in der theoretischen Physik häufig verwendet wird, hat diese Formel die besonders einfache Form 
{\displaystyle r_{\mathrm {e} }={\frac {e^{2}}{m_{\mathrm {e} }\cdot c^{2}}}\,}.
Der Wert von rund 2,8 fm entspricht dem Radius eines kleinen Atomkerns (z. B. 12C). 
Andere Längenskalen auf atomarer Ebene sind
- der Bohrsche Radius {\displaystyle a_{0}}
- die reduzierte Compton-Wellenlänge ƛC = {\displaystyle {\tfrac {\lambda _{\mathrm {C} }}{2\pi }}}.

Die drei Konstanten unterscheiden sich voneinander jeweils um den Faktor {\textstyle \alpha \approx 1/137} (Feinstrukturkonstante):
{\displaystyle r_{\mathrm {e} }=\alpha \cdot {\text{ƛ}}{}_{\mathrm {C} }=\alpha ^{2}\cdot a_{0}\,}.

## Physikalische Bedeutung

### Verwendung
Der klassische Elektronenradius ist eine „handliche“ Längeneinheit im Bereich der Physik auf atomarer Ebene. Als Kombination fundamentaler Konstanten kann {\displaystyle r_{\mathrm {e} }} zur besonders einfachen Schreibung von Formeln verwendet werden, bei denen es um die elektromagnetische Wechselwirkung mit Elektronen geht. Ein Beispiel ist der Wirkungsquerschnitt der Thomson-Streuung.

### Namensgebung
Die Bezeichnung „klassischer Elektronenradius“ stammt aus der Physik des 19. Jahrhunderts, als man erkannte, dass es eine kleinste, unteilbare Ladung gibt, und elementare Ladungsträger (Elektronen) zunächst postulierte und später entdeckte. Nach den Regeln der klassischen Elektrodynamik mussten diese Ladungsträger eine endliche Ausdehnung haben, weil sonst unendlich hohe elektrische Feldstärken und Energiedichten auftreten würden. Mit der Entdeckung der Äquivalenz von Masse und Energie (E0 = mc2) sah man die Untergrenze des Elektronenradius dadurch vorgegeben, dass die elektrische Feldenergie nicht mehr als 100 % der Elektronenmasse ausmachen konnte. 
Diese Vorstellung ist seit der Entwicklung der Quantenelektrodynamik überholt. Dem Elektron kann man keinen Radius zuweisen, ebenso wenig eine räumliche Verschmierung der Elementarladung. Die Bezeichnung hat sich aber gehalten.

### Klassische Rechnung
Nach der klassischen Elektrodynamik besteht um eine kugelsymmetrische elektrische Ladung {\displaystyle e} ein elektrisches Feld, dessen Feldstärke {\displaystyle E} mit dem Quadrat des Abstands {\displaystyle r} abfällt:
{\displaystyle E(r)={\frac {1}{4\pi \varepsilon _{0}}}{\frac {e}{r^{2}}}\,}.
Dieses Feld selbst hat eine Energiedichte von
{\displaystyle {\frac {\mathrm {d} W}{\mathrm {d} V}}={\frac {1}{2}}\varepsilon _{0}E^{2}}.
Außerhalb einer Kugel mit Radius {\displaystyle R} und Ladung {\displaystyle e} errechnet sich die Feldenergie {\displaystyle W} als:
{\displaystyle {\begin{aligned}W&=\int _{R}^{\infty }{\frac {1}{2}}\varepsilon _{0}E^{2}(r)\,4\pi r^{2}\mathrm {d} r={\frac {1}{2}}{\frac {1}{4\pi \varepsilon _{0}}}\,e^{2}\int _{R}^{\infty }{\frac {1}{r^{2}}}\mathrm {d} r\\&={\frac {1}{2}}\cdot {\frac {1}{4\pi \varepsilon _{0}}}{\frac {e^{2}}{R}}\,.\end{aligned}}}
Dieses Ergebnis erhält man rechnerisch auch, wenn man diese Kugeloberfläche als Kugelkondensator mit Innenradius {\displaystyle R} und unendlichem Außenradius betrachtet, denn dessen Kapazität ist {\displaystyle C=4\pi \varepsilon _{0}R} und die Energie bei Aufladung auf {\displaystyle e} beträgt {\textstyle {\frac {1}{2}}{\frac {e^{2}}{C}}}.
Wenn die Ladung über die Oberfläche verteilt ist, ist das Feld im Inneren null (Newtonsches Kugelschalentheorem). Wenn sie jedoch homogen im Volumen der Kugel verteilt ist, beträgt die Feldstärke im Kugelinneren:
{\displaystyle E(r)=E(R)\cdot {\frac {r}{R}}={\frac {1}{4\pi \varepsilon _{0}}}\,{\frac {e\cdot r}{R^{3}}}\,}.
Daraus resultiert eine zusätzliche Feldenergie von 
{\displaystyle {\begin{aligned}W_{\text{innen}}&=\int _{0}^{R}{\frac {1}{2}}\varepsilon _{0}E^{2}(r)\,4\pi r^{2}\mathrm {d} r={\frac {1}{2}}{\frac {1}{4\pi \varepsilon _{0}}}\,e^{2}\int _{0}^{R}{\frac {r^{4}}{R^{6}}}\mathrm {d} r\\&={\frac {1}{10}}\cdot {\frac {1}{4\pi \varepsilon _{0}}}{\frac {e^{2}}{R}}\,\end{aligned}}}
und damit eine Gesamtenergie von 
{\displaystyle W={\frac {3}{5}}\cdot {\frac {1}{4\pi \varepsilon _{0}}}{\frac {e^{2}}{R}}\,}.
Wenn man nun annimmt, dass die gesamte Ruheenergie {\displaystyle m_{\mathrm {e} }c^{2}} des Elektrons aus der Energie seines eigenen Feldes (Selbstenergie) resultiert, gilt {\displaystyle W=m_{\mathrm {e} }c^{2}} und man erhält
{\displaystyle R={\frac {1}{2}}\cdot {\frac {1}{4\pi \varepsilon _{0}}}\,{\frac {e^{2}}{m_{\mathrm {e} }c^{2}}}\qquad } bzw. {\displaystyle \quad R={\frac {3}{5}}\cdot {\frac {1}{4\pi \varepsilon _{0}}}\,{\frac {e^{2}}{m_{\mathrm {e} }c^{2}}}}.
Nochmals andere Vorfaktoren ergaben sich aus dem (seit der Etablierung der Relativitätstheorie überholten) Konzept der elektromagnetischen Masse, das darauf basierte, dass das mitgeführte Feld eines bewegten Elektrons Impuls transportiert und damit eine träge Masse hat.
Um hier eine (insbesondere im Gaußschen CGS-System) „einfache“ Formel zu bekommen, definierte man als „klassischen Elektronenradius“
{\displaystyle r_{\mathrm {e} }={\frac {1}{4\pi \varepsilon _{0}}}\,{\frac {e^{2}}{m_{\mathrm {e} }c^{2}}}}.
Dass es eine „klassische“ (d. h. nicht quantenphysikalische) Konstante ist, kann man auch daran erkennen, dass die Planck-Konstante nicht in die Definition eingeht.